# Kärlek och monopol
Kärlek och monopol var Högerpartiets valfilm 1936.

## Rollista
- Eric Abrahamsson – handlare Gustavsson
- Åke Ohberg – bensinstationsföreståndare Axel
- Kaj Tenow	– Elsa, Axels fästmö
- Kotti Chave – ledare för ungsvenskarna
- Holger Löwenadler	– socialdemokrat
- Hugo Tranberg – chaufför
- Sten Hedlund – socialdemokrat
- Werner Ohlson – högerman

Ej krediterade
- Siri Olson – åhörare
- Olov Wigren – åhörare
- Stig Järrel – Ernst Wigforss' röst
- Sigge Fürst – sångare (endast röst)
- Ernst Wigforss – Ernst Wigforss

### Fotnoter
1. ↑  ”Kärlek och monopol”. Svensk Filmdatabas. http://www.sfi.se/sv/svensk-filmdatabas/Item/?itemid=15963&type=MOVIE&iv=Basic&ref=/templates/SwedishFilmSearchResult.aspx?id%3d1225%26epslanguage%3dsv%26searchword%3dk%C3%A4rlek+och+monopol%26type%3dMovieTitle%26match%3dBegin%26page%3d1%26prom%3dFalse. Läst 13 mars 2013.